# Zvonimir Ridl
Zvonimir Ridl (Osijek, 21 dicembre 1972) è un ex cestista e dirigente sportivo croato.

## Palmarès

### Giocatore
- Campionato ungherese: 1

Atomerőmű: 2004-05
- Coppa di Croazia: 1

Spalato: 1997